# Pharodes biakensis
Pharodes biakensis is een eenoogkreeftjessoort uit de familie van de Chondracanthidae. De wetenschappelijke naam van de soort is voor het eerst geldig gepubliceerd in 1948 door Illg.